# Antonio Jatta
Antonio Jatta (Ruvo di Puglia, 25 giugno 1852 – Ruvo di Puglia, 4 agosto 1912) è stato un agronomo e politico italiano.

## Biografia
Nato a Ruvo di Puglia nel 1852, Antonio Jatta, figlio del dotto archeologo Giovanni Jatta (Giovannino) e di sua moglie Angelina Cappelluti, morì a cinquantanove anni nel giorno 4 agosto 1912, nella stessa città natale.
Compiuti gli studi secondari nel liceo Umberto I di Napoli, a 22 anni si laureò con lode in Scienze Naturali nella Università di Napoli ed in Agraria nella Scuola superiore di agricoltura di Portici.
Fissò a Ruvo la sua stabile dimora dove iniziò una completa trasformazione agraria. Egli si propose di far sparire i latifondi, di cui era ricca la sua famiglia, i quali erano stati fino ad allora poco e male coltivati.
Divise, allora, le terre tra i contadini, in piccole quote a modici e lunghi fitti, con obbligo di migliorie consistenti precipuamente in piantagioni di mandorli ed ulivi, di vigne e di frumento (su queste ultime due vertono anche alcuni suoi studi pubblicati).
Ebbe modo non solo di perorare nei suoi discorsi la causa del progresso agricolo, convinto com'era, che solo con l'agricoltura la Puglia avrebbe potuto progredire e prosperare, ma anche con i fatti rivelò una istintiva quanto oculata tensione verso il progresso.
Per agevolare sempre più la classe degli agricoltori, infatti, e per sottrarla dall'usura, s'interessò per l'impianto di una Banca, trasformando il Monte Frumentario in Banca Agricola. Non vi fu nella Provincia istituzione a scopo agricolo della quale egli non facesse parte, come non vi fu alcuna riunione nell'interesse dell'agricoltura e degli agricoltori in cui non interpose la sua autorevole parola, sempre per il bene di tutti.
Fece parte dell'Amministrazione comunale di Ruvo, scrivendo importanti memorie a favore di questo Comune per alcune controversie che lo riguardavano.
A 29 anni fu nominato Consigliere Provinciale, prendendo il posto che fino a quel momento fu del padre, cav. Giovanni Jatta (Giovannino), restandovi per ben 22 anni e ricoprendo numerose cariche a partire da quella di Segretario fino a quella di Vicepresidente.
In Consiglio prese parte a importanti Commissioni: fu per molti anni Presidente della Commissione Provinciale delle Imposte, fu alla direzione di importanti Istituti Provinciali, tra i quali menzioniamo la Commissione Provinciale di Archeologia e Storia Patria e dell'annesso Museo archeologico Provinciale di Bari, al quale riuscì ad assicurare non solo una stabile sede nel palazzo dell'Ateneo, ma anche notevoli collezioni provenienti da Ceglie, Noicattaro, Gioia del Colle e Canosa.
Si batté per la realizzazione di una delle opere pubbliche maggiori fino ad ora realizzate in Italia, per provvedere la Puglia di acqua potabile e cioè, appunto, l'Acquedotto Pugliese; per primo parlò del raddoppio della ferrovia Bari-Lecce, e fu altresì tra quelli che più ardentemente affermarono il diritto di Bari ad essere sede di studi superiori.
A cinquant'anni, nel maggio 1903, in seguito alla morte di Giovanni Bovio, fu eletto Deputato nel Collegio di Minervino Murge e rieletto l'anno successivo. Entrò in Parlamento come monarchico liberale, adoperandosi per favorire amici, ma anche nemici, sempre nella difesa degli interessi comuni della Puglia, soprattutto agricoli e commerciali.
Egli fece parte anche della Rappresentanza interparlamentare ed internazionale per la pace, recandosi a Parigi e a Londra per espletare il mandato ricevuto.
Antonio Jatta fu anche a capo dell'Amministrazione del Monte di Pietà della città di Ruvo, trasformandolo in Ospedale, che fece materialmente fabbricare nel 1886.
Diede inizio alla riorganizzazione e riunificazione degli Istituti di Beneficenza della città di Ruvo, dimostrando la necessità del loro concentramento pubblicando una monografia su La beneficenza in Ruvo di Puglia.
Nel 1886 fu decorato con medaglia d'oro dal Governo per il coraggio e l'operosità con cui si distinse nell'epidemia colerica, mettendo a repentaglio la propria salute.
Pur conducendo questa impegnativa vita pubblica, egli non si distrasse mai dagli studi: predilesse la botanica e si specializzò nello studio dei licheni. Comprese che, nella botanica, il campo crittogamico era ancora poco esplorato e a questo si dedicò con passione e pazienza.
A partire dal 1874, anno in cui pubblicò nel Giornale Botanico Italiano i primi due manipoli dei licheni dell'Italia Meridionale, e fino all'ultimo dei suoi lavori che porta il titolo Lichenographia Italica, sive expositio metodica Lichenum, che forma la terza parte della Flora Italica Criptogama (stampato nel 1911 dalla Società Botanica Italiana), di anno in anno, con nuove pubblicazioni, illustrò i licheni dell'Italia meridionale (ma anche licheni esotici provenienti dall'Africa, dall'America Meridionale, dalla Cina, dall'Asia e dall'Oceania), come si rileva dalla bibliografia delle sue opere che con merito l'hanno fatto conoscere come vero scienziato (addirittura sulla Maiella a Feminamorta, egli raccolse un'Onygena -un parassita di un lichene- ritenuta nuova dal Cesati, il quale la volle a lui dedicata col nome di Onygena Jattae Ces).
Su tutte, due furono le opere fondamentali che per essere una mirabile sintesi di tutto il lavoro lichenologico italiano gli assicurarono fama imperitura: la Sylloge Lichenum Italicorum (1900) e Lichenes della Flora Italica Cryptogamica (1911).
Antonio Jatta fu anche collezionista di raccolte botaniche distinte tra fanerogamiche, tra cui vi è anzitutto quello che può dirsi l'Erbario generale contenente piante essiccate e denominato Herbarium Jattae; e crittogamiche, comprendenti cinque pacchi che integrano l'Erbario: uno per le Crittogame vascolari, due per le Briofite, uno per le Alghe e uno per i Funghi. Ai Licheni, invece, è riservata una splendida e superba raccolta costituita da ben 82 pacchi con circa diecimila esemplari provenienti da tutto il mondo.
Per i suoi meriti scientifici in questo campo fu nominato membro della Società Botanica Italiana e della Société Botanique de France, di quella Crittogamologica di Milano, di quella Geologica di Roma e della Società di Scienze Naturali e Matematiche di Napoli. Fece parte della Commissione Governativa per l'esame delle monografie agrarie nel 1881.
La sua opera, tuttavia, non si fermò qui. Egli si dedicò anche agli studi di paleontologia, di archeologia e storia, pubblicando importanti memorie per illustrare la Provincia di Bari, fra le quali notevoli sono una sugli Avanzi della prima età del ferro nelle Murge Baresi, ricavati da scavi fatti a sue spese, un'altra Sulla Preistoria del Gargano, una terza su di Un sepolcro primitivo in Andria e l'eneolitico nella Puglia Barese, ed una quarta su Il Pulo di Molfetta, sito archeologico di cui ideò e promosse gli scavi. Con esito non meno favorevole fece iniziare gli scavi dei Dolmen in Bisceglie ed in altri paesi della Provincia. Frutto di tutti questi lavori è un'altra opera pubblicata dopo la sua morte a cura del fratello Michele: La Puglia Preistorica – contributo alla storia dell'incivilimento nell'Italia Meridionale, con la topografia preistorica del Barese.
Pubblicò una memoria sul Castello di Ruvo e le sue vicende, su Calentano, sulla Cattedrale sempre della città di Ruvo, scrisse una pregiata memoria sulla Bagliva del Feudo di Ruvo.
Fece, inoltre, rivivere i nomi di parecchi uomini illustri della Provincia, fra i quali Giuseppe Maria Giovene di Molfetta, Giuseppe Saverio Poli di Molfetta, e di Domenico Cotugno di Ruvo, con documenti e autografi di lettere.
Di eletto ingegno, intuito pronto, fermo di carattere e di operosità impareggiabile, tutta la sua vita fu di studio e di lavoro, disprezzando le mollezze e la vita oziosa della gente ricca. Egli usava modi garbati e familiari con chiunque, senza distinzione di persone. Con i contadini, a preferenza, trattava alla buona; s'intratteneva a discorrere con essi, li incoraggiava al lavoro, dava loro consigli ed aiuti, prendeva conto delle loro famiglie e delle loro condizioni economiche, in modo che in breve il suo nome divenne popolare.
Egli poteva sembrare alle volte intransigente, inflessibile nelle sue opinioni, quindi a volte burbero, ma era costantemente buono e alieno da qualsiasi artifizio, abituato com'era ad una modesta semplicità di vita.

## Opere e saggi
- Luca de Samuele Cagnazzi, in Rassegna Pugliese, n. 11, 1887,  pp. 163-165.
- Antonio Jatta (a cura di), Flora della Terra di Bari per Alfonso Palanza; pubblicata dopo la morte dell'autore a cura di A. Jatta, Trani, Tip. V. Vecchi, 1900,  pp. 1-90.